# Elsie Carlisle
Elsie Carlisle (* 28. Januar 1896 in Didsbury; † 5. September 1977 in London) war eine britische Sängerin, die ihre größte Popularität in England in der Ära der Tanzorchester und Swingbands der 1930er-Jahre hatte.

## Leben und Wirken
Carlisle, die aus Manchester stammte, erlebte in den 1920er- und 30er-Jahren große Popularität in England, als sie mit den bekannten Tanzbands der Ära, wie den Orchestern von Jack Hylton und Jack Harris auftrat. Im März 1929 trat bei der Uraufführung des Musicals Wake Up and Dream von Cole Porter in London auf, in dem sie den späteren Jazzstandard „What Is This Thing Called Love?“ sang. Sie wirkte auch in Musikfilmen wie Radio Parade (1933) mit und nahm ab 1927 Schallplatten u. a. für Columbia, Worldecho, Dominion, Rex, Imperial und Decca Records auf. Ab den 1930er-Jahren wirkte sie auch bei Aufnahmen von Spike Hughes und Ray Starita mit. Zu ihren bekannten Titeln der Sängerin, die den Spitznamen Radio Sweetheart Number One hatte, gehörte „A Nightingale Sang in Berkeley Square“; weitere Titel waren „Whisper Sweet“ (Decca 5436), „She Had Those Dark and Dreamy Eyes“ (Rex 10021), „You've Got Me Crying Again“ (1933), „Pardon Me, Pretty Baby“ (Imperial 2532), „I Poured My Heart Into a Song“ und „The Clouds Will Soon Roll By“, mit dem Bert Ambrose Orchestra.  Sie sang auch eine Reihe von humoristischem Material; im Duo mit Sam Browne bei Bert Ambrose („Home James and Don't Spare the Horses“). Ihr Song „Pu-leeze! Mister Hemingway“ wurde von der BBC abgesetzt; Aufsehen erregte sie auch mit dem Song „My Man o’ War“ (1930, Dominion C 307) von Andy Razaf/Spencer Williams. Nach Tom Lord war sie zwischen 1927 und 1935 an 28 Aufnahmesessions beteiligt.
Nach dem Ende des Zweiten Weltkriegs ließ ihr Erfolg nach und sie nahm nur noch selten auf; 1946 zog sie sich aus dem Musikgeschäft zurück. Fortan war sie als Unternehmerin in der Gastronomie tätig. Sie lebte von 1939 bis zu ihrem Tod 1977 im Londoner Stadtteil Mayfair.

## Diskographische Hinweise
- Radio Sweetheart #1 (ASV Living Era, 1999)
- Volume One: My Canary Has Circles Under His Eyes (Dutton-Vocalion)
- Volume Two: I Poured My Heart Into a Song (Dutton-Vocalion, 2005)
- And the Band Played On (Pegasus, 2002)